# Eriococcus tillandsiae
Eriococcus tillandsiae är en insektsart som beskrevs av Ferris 1921. Eriococcus tillandsiae ingår i släktet Eriococcus och familjen filtsköldlöss. Inga underarter finns listade i Catalogue of Life.